# Deutsche Marinebahnen
Als Marinebahn werden Eisenbahnstrecken bezeichnet, die von der Kaiserlichen Marine, der deutschen Kriegsmarine und der Bundesmarine angelegt oder betrieben wurden. Diese wurden fast ausschließlich in Normalspur verlegt, um auch das Bahnmaterial und die Fahrzeuge der Preußischen Staatsbahn und Deutschen Reichsbahn nutzen zu können.

## Marinebahnen in Rüstringen

### Wilhelmshaven
Die Marinewerft Wilhelmshaven in der Region Rüstringen hatte schon seit 1870 ihren eigenen Bahnbetrieb mit einem Gleisnetz von zuletzt rund 200 Kilometer Länge. 1941 erhielt die Marinebahn dann die Genehmigung zum Personenverkehr nach Sande und den nördlichen Stadtteilen Wilhelmshavens (Altengroden, Fedderwardergroden und Voslapp). Es wurden fünf Lokomotiven und insgesamt 37 Personenwaggons beschafft, mit denen täglich bis zu 30.000 Personen zu ihren Arbeitsplätzen auf dem Werftgelände und wieder nach Hause transportiert wurden.
Die Marinebahn wurde schon früh aus der restlichen Werftorganisation ausgegliedert und blieb somit von Demontagen verschont. Zu diesem Zeitpunkt waren etwa 600 Mitarbeiter bei der Marinebahn beschäftigt. Zunächst wurde sie nach Kriegsende auf Befehl der alliierten Militärbehörden weiter betrieben und schließlich der Verwaltungsstelle für Reichs- und Staatsvermögen in Hannover treuhänderisch unterstellt.
Da durch die starken Kriegsschäden ein geregelter Betrieb der Wilhelmshaven-Rüstringer Straßenbahn unmöglich geworden war, blieb abgesehen von einigen Buslinien die Marinebahn das einzige öffentliche Verkehrsmittel. Im November 1949 wurde die bisherige Marinebahn, die mittlerweile von der Deutschen Reichsbahn betreut wurde, in Vorortbahn Wilhelmshaven umbenannt und erhielt den Status einer Kleinbahn.

### Marinebahn Hohenkirchen–Schillig
| Streckenlänge: | 12 km                |                               |                                            |
| Spurweite: | 1435 mm (Normalspur) |                               |                                            |
| |                      |                               |                                            |
| \| \| \| \| Bahnstrecke Jever–Harle von (Sande–) Jever \| \| \| 0,0 \| Hohenkirchen \| Hohenkirchen \| \| \| \| nach Harle \| \| \| \| 4,3 \| Wiarden \| Wiarden \| \| \| 6,8 \| Kaiserhof \| Kaiserhof \| \| \| 8,3 \| Horumersiel \| Horumersiel \| \| \| \| zur Wiesenbatterie \| \| \| \| 10,7 \| Schillig \| Schillig \| \| \| \| zu den Stellungen (Batterien) \| \| |                      |                               |                                            |
| Strecke (außer Betrieb) |                      |                               | Bahnstrecke Jever–Harle von (Sande–) Jever |
| Bahnhof (Strecke außer Betrieb) | 0,0                  | Hohenkirchen                  | Hohenkirchen                               |
| Abzweig geradeaus und nach links (Strecke außer Betrieb) |                      | nach Harle                    | nach Harle                                 |
| Haltepunkt / Haltestelle (Strecke außer Betrieb) | 4,3                  | Wiarden                       | Wiarden                                    |
| Haltepunkt / Haltestelle (Strecke außer Betrieb) | 6,8                  | Kaiserhof                     | Kaiserhof                                  |
| Bahnhof (Strecke außer Betrieb) | 8,3                  | Horumersiel                   | Horumersiel                                |
| Abzweig geradeaus und nach links (Strecke außer Betrieb) |                      | zur Wiesenbatterie            | zur Wiesenbatterie                         |
| Bahnhof (Strecke außer Betrieb) | 10,7                 | Schillig                      | Schillig                                   |
| Strecke (außer Betrieb) |                      | zu den Stellungen (Batterien) | zu den Stellungen (Batterien)              |

Die Marinebahn Hohenkirchen–Schillig lag in der heutigen Gemeinde Wangerland und verband die Ortsteile Hohenkirchen, Wiarden, Horumersiel und Schillig. Die Eröffnung der normalspurigen Strecke fand im Februar 1915 statt, die Stilllegung erfolgte am 28. April 1949.
In Schillig hatte die Marine 1914 zum Schutz der Jadeeinfahrt und des Marinehafens Wilhelmshaven mehrere Geschützstellungen. Um diese besser erreichen zu können, wurde eine Schienenverbindung zum nächsten Bahnhof Hohenkirchen an der Bahnstrecke Jever–Harle errichtet. Da die Großherzoglich Oldenburgischen Staatseisenbahnen (GOE) kein Interesse an dem Betrieb hatten, wurde die Bahn als Privatanschluss der Marine betrieben, kurzzeitig unter Betriebsführung der GOE, später mit eigenen Fahrzeugen. Nach Kriegsende blieb die Strecke erhalten, allerdings wurden die Lokomotiven abgezogen, einzelne Transporte zu Schießübungen wurden von Pferden übernommen.
Ab 1935 unterstand die Strecke der Deutschen Reichsbahn, sie wurde für den öffentlichen Verkehr freigegeben. Ein planmäßiger Verkehr fand jedoch nicht statt, es gab aber Sonderzüge nach Horumersiel und Schillig. Im Zweiten Weltkrieg diente die Bahn wieder ausschließlich militärischen Belangen. 1946 wurde eine Kleinbahn Hohenkirchen–Schillig GmbH gegründet. Die Verbindung wurde vom Fiskus gepachtet und Betriebsmittel übernommen. Bis zur Währungsreform wurde ein erheblicher Personen- und Güterverkehr abgewickelt. Nachdem die einzige Lokomotive am 27. Februar 1949 schadhaft abgestellt und der Betrieb beendet werden musste, wurde die Bahn am 28. April gleichen Jahres stillgelegt, die verbliebenen Betriebsmittel versteigert und die Strecke abgebaut. 2008 gibt es fast keine Spuren der Bahnstrecke mehr. Schienenreste sollen aber noch 200 m östlich von Hof Immerwarfen bei Wiarden zu finden sein; beim dortigen Hof Kronenburg ist in der Straße und Wiese die alte Bahntrasse erkennbar.

## Marinebahnen in Cuxhaven
In Cuxhaven gibt es eine Marinebahn heute nur noch als Straßenname. Die Straße verläuft dort, wo zuvor die Trasse der Marinebahnstrecke war. Diese zweigte von der Bahnstrecke Bremerhaven–Cuxhaven ab und führte vom Hafen kommend in Richtung Marinefliegerhorst Nordholz.
Die Cuxhavener Straßenbahn stand unter dem Vorbehalt, „dass der Betrieb unverzüglich einzustellen war, sobald die Marine Eigenbedarf anmeldete.“

## Marinebahn Farge–Schwanewede
Aus den Resten der Niederweserbahn entstand die Marinebahn Farge–Schwanewede als eine normalspurige Kleinbahnstrecke, von der aus ab Mitte der 1930er Jahre Gleise für den Bau der WiFo-Tanklager in der Farger Heide verlegt wurden. Diese blieben erhalten, als am 1. September 1938 auch der Güterverkehr südlich von Sandstedt eingestellt und die Strecke nach Farge abgebaut worden war. Nur nördlich von Farge blieben einige Kilometer Gleis befahrbar und wurden später auch von der Bundeswehr als Anschlussbahn an die Farge-Vegesacker Eisenbahn benutzt.

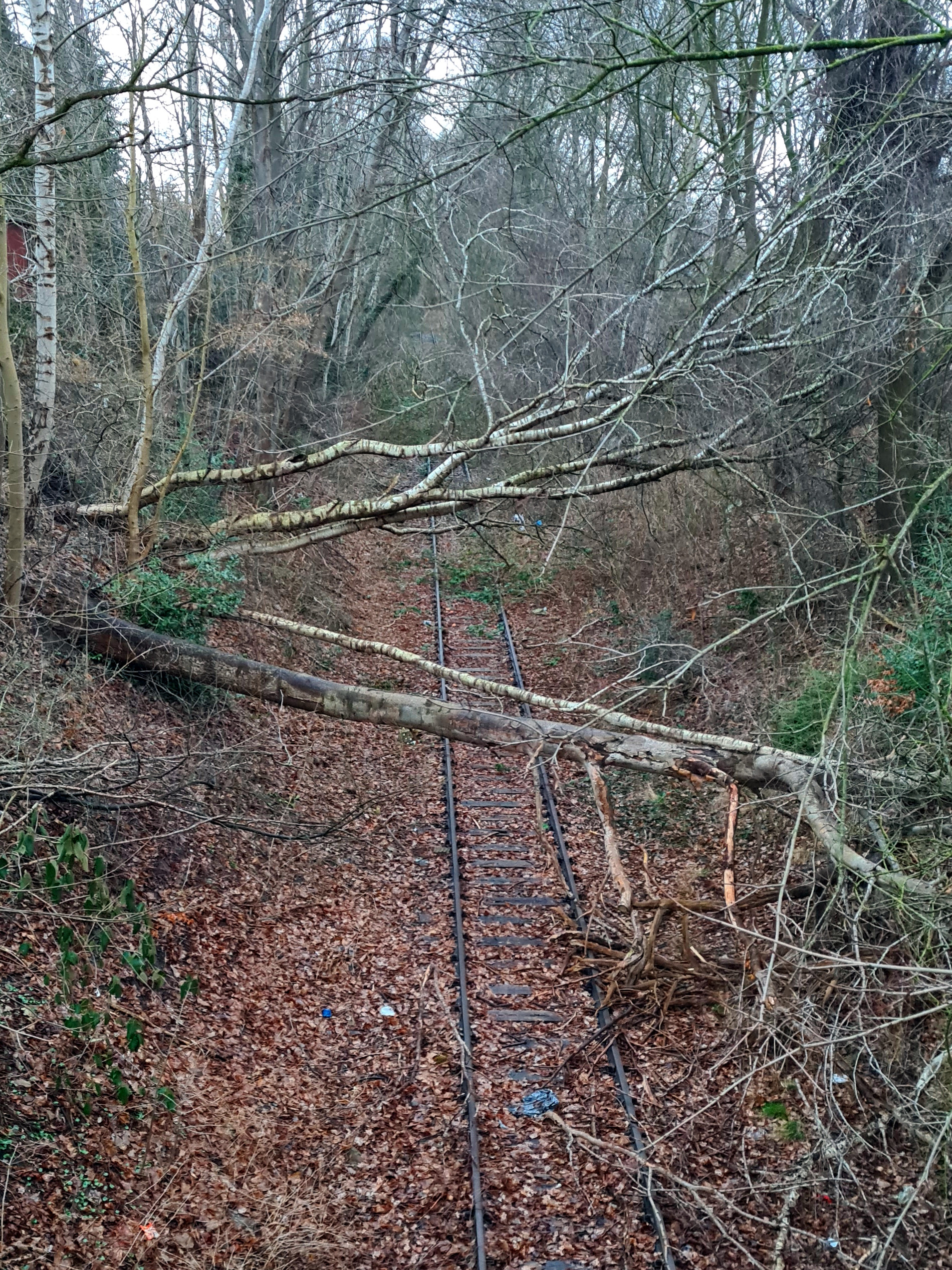
Marinebahn Schwanewede. Zustand März 2021.

Für den Bau des Marine-Depots und ab 1943 für den Bau des U-Boot-Bunkers Valentin in Rekum wurden neue Streckenabschnitte verlegt, die als Marinebahn bezeichnet werden. Die Hauptstrecke nach Schwanewede besteht noch (bis auf die letzten rund zwei Kilometer), ist aber unbefahrbar und soll im März 2016 versteigert werden.
Eine weitere Zweigstrecke dieser Marinebahn wurde speziell für Deportationszüge zum KZ Farge und dem in unmittelbarer Nachbarschaft befindlichen Arbeitserziehungslager Farge sowie mehreren Kriegsgefangenen- und Zwangsarbeiterlagern errichtet. Die Zweigstrecken zum Bunker und zum KZ Farge wurden nach 1945 demontiert.
Am Marinegemeinschaftslager, das von 1945 bis 1947 als Marinehospital und von 1947 bis 1962 als Evangelisches Hospital Neuenkirchen genutzt wurde, gab es einen eigenen Bahnhof an einer Nebenstrecke dieser Marinebahn, dessen Gebäude von der Bundeswehr in den 1970er Jahren abgerissen wurde. Das Nebengleis liegt noch und ist von Gras überwachsen.
Der Endbahnhof der Hauptstrecke führte zum Ostarbeiterlager Ostlandstraße in Schwanewede.
„Das Oberkommando der Marine (OKM) wies die Bauleitung an, die erforderlichen Außenanlagen in Abstimmung mit der Wifo zu bauen. So konnten beide Tanklager den Ölpier an der Weser gemeinsam nutzen. Für die Kriegsmarine sollte am Pier eine dritte Löschbrücke gebaut werden, einschließlich einer Pumpstation. Dieses Vorhaben wurde jedoch nicht mehr vollendet. Vom Gleis der stillgelegten Niederweserbahn, von Farge-Ost nach Bremerhaven-Wulsdorf, zweigte in Rekum die neue Marinebahn ab mit einer Strecke bis nach Schwanewede. Über diesen Anschluss konnte nun auch der Personal- und Materialtransport für die Baustelle abgewickelt werden.“
Eine weitere Nebenstrecke gab es für das OT-Lager Schwanewede-Heidkamp, das ab 1945 vom US-Militär genutzt und später zur Bundeswehrkaserne ausgebaut wurde.

## Marinebahnen auf Nordsee-Inseln

### Borkum
Die Borkumer Marinebahn war eine Erweiterung des Netzes der Borkumer Kleinbahn, nachdem Kaiser Wilhelm II. der Insel Borkum 1902 den Status einer Seefestung verliehen hatte. Die Stammstrecke der Borkumer Kleinbahn wurde nicht zuletzt wegen der Baumaterialtransporte zweigleisig ausgebaut. 1938 lagen auf Borkum ca. 45 Kilometer Gleis, nachdem die Marine die Ostlandbahn und zahlreiche Gleisanschlüsse gebaut hatte. Die Ostlandbahn verband den Ort Borkum mit verschiedenen Festungsanlagen.

### Norderney
| Streckenlänge: | 20 km                                    |  |  |
| Spurweite: | 1435 mm (Normalspur)                     |  |  |
| |                                          |  |  |
| Strecke und Stationen |                                          |  |  |
| \| \| Hafen Norderney \| \| \| \| \| \| \| \| \| \| \| \| \| \| \| \| \| \| \| \| \| \| \| \| \| Batterie Fischerhafen \| \| \| \| \| \| \| \| \| \| Festungsschirrhof (Bahnhof Stelldichein) \| \| \| \| \| Batterie Hamburg \| \| \| \| \| \| \| \| \| \| Depot \| \| \| \| \| \| \| \| \| \| Batterie Busetief \| \| \| \| \| Batterie Dovetief \| \| \| \| \| Batterie Bremen \| \| \| \| \| \| \| \| \| \| Batterie Weiße Düne \| \| \| \| \| \| \| \| |                                          |  |  |
| | Hafen Norderney                          |  |  |
| Strecke (außer Betrieb) |                                          |  |  |
| Strecke von links (außer Betrieb) · Abzweig geradeaus und nach rechts (Strecke außer Betrieb) |                                          |  |  |
| Strecke (außer Betrieb) · Strecke (außer Betrieb) |                                          |  |  |
| Strecke nach links (außer Betrieb) · Abzweig geradeaus und von rechts (Strecke außer Betrieb) |                                          |  |  |
| Haltepunkt / Haltestelle (Strecke außer Betrieb) | Batterie Fischerhafen                    |  |  |
| Strecke von links (außer Betrieb) · Abzweig geradeaus und nach rechts (Strecke außer Betrieb) |                                          |  |  |
| Dienststation / Betriebs- oder Güterbahnhof (Strecke außer Betrieb) · Strecke (außer Betrieb) | Festungsschirrhof (Bahnhof Stelldichein) |  |  |
| Strecke (außer Betrieb) · Haltepunkt / Haltestelle (Strecke außer Betrieb) | Batterie Hamburg                         |  |  |
| Strecke (außer Betrieb) · Abzweig geradeaus, nach links und nach rechts (Strecke außer Betrieb) |                                          |  |  |
| Abzweig geradeaus, nach links und von links (Strecke außer Betrieb) · Abzweig geradeaus und nach rechts (Strecke außer Betrieb) · Haltepunkt / Haltestelle (Strecke außer Betrieb) | Depot                                    |  |  |
| Abzweig geradeaus und nach rechts (Strecke außer Betrieb) · Strecke (außer Betrieb) · Strecke (außer Betrieb) |                                          |  |  |
| Haltepunkt / Haltestelle (Strecke außer Betrieb) · Strecke nach links (außer Betrieb) · Abzweig geradeaus und von rechts (Strecke außer Betrieb) | Batterie Busetief                        |  |  |
| Haltepunkt / Haltestelle (Strecke außer Betrieb) · Strecke (außer Betrieb) | Batterie Dovetief                        |  |  |
| Haltepunkt / Haltestelle (Strecke außer Betrieb) | Batterie Bremen                          |  |  |
| Strecke von links (außer Betrieb) · Abzweig geradeaus und nach rechts (Strecke außer Betrieb) |                                          |  |  |
| Strecke (außer Betrieb) · Haltepunkt / Haltestelle (Strecke außer Betrieb) | Batterie Weiße Düne                      |  |  |
| Strecke nach links (außer Betrieb) · Strecke nach rechts (außer Betrieb) |                                          |  |  |

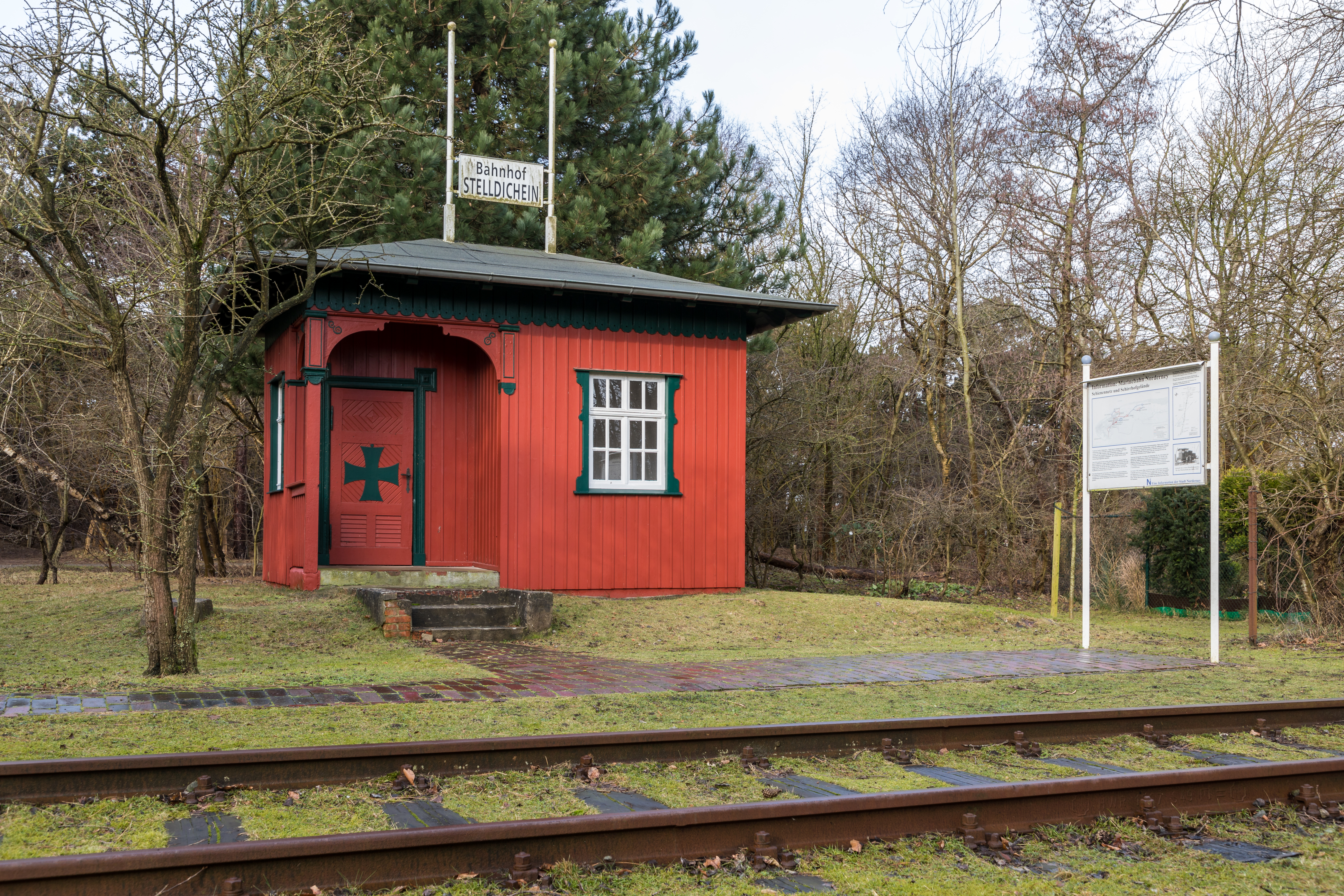
Bahnhof Stelldichein eh. Festungsschirrhof der Marinebahn auf Norderney

Norderney besaß zu Beginn des Ersten Weltkrieges als einzige der größeren Ostfriesischen Inseln noch keine Inselbahn für den Personen- und Güterverkehr. Nach 1888 versuchten einige Gesellschaften und Privatunternehmer, eine Genehmigung zum Bau einer Dampfeisenbahn oder einer elektrischen Straßenbahn zu bekommen. Alle Anfragen wurden jedoch von den Regierungsstellen abgelehnt.
Nach Kriegsbeginn 1914 wurde die gesamte Insel zu einer starken Seefestung ausgebaut. Für den Bau der militärischen Anlagen mussten große Mengen an Baumaterial in die Dünen transportiert werden. Deshalb entschied sich die Kaiserliche Marineleitung im Jahr 1915 für den Bau einer Inselbahn, welche in Normalspur östlich des Ortes in Richtung Insel-Osten verlegt wurde, um auch das Bahnmaterial und die Fahrzeuge der Preußischen Staatsbahn nutzen zu können.
Nach dem Ende des Ersten Weltkrieges 1918 blieben die Artilleriestellungen, der Seefliegerhorst am heutigen Hafen und die Marinebahn von den Abrüstungsbestimmungen verschont. Die Geschützstellungen in den Dünen der Insel wurden von der Reichswehr für Schießübungen genutzt, die Marinebahn transportierte weiterhin Material, Munition und Soldaten.
Die Aufrüstung der Wehrmacht durch die Nationalsozialisten nach 1935 führte auch auf Norderney zu einem umfangreichen Ausbau der gesamten militärischen Anlagen am Anfang des Zweiten Weltkrieges. Die Ausweitung der Anlagen in der Mitte und im Osten der Insel erforderte zunächst die Erweiterung der Inselbahn, gleichzeitig wurde der Festungsschirrhof um mehrere Werkstätten und Gebäude ergänzt. Statt einer waren nun drei Dampflokomotiven und zwei Motorlokomotiven auf der Insel, daneben gab es mehrere Motordraisinen für den Mannschaftstransport. Der Fahrbetrieb erfolgte ohne Signalisierung und Zugmeldeverfahren nur nach telefonischer Anmeldung bei dem Leiter des Fahrdienstes. Bei Begegnungen auf offener Strecke musste eines der Fahrzeuge in die nächste Ausweiche zurücksetzen.
Nach dem Kriegsende 1945 diente die Bahnanlage vorrangig dem Abtransport der auf der Insel demontierten militärischen Anlagen und deren Einrichtungen. Im Herbst 1946 überließ die britische Militärregierung das gesamte Bahnmaterial der Reichsbahndirektion in Münster. Das Bahnmaterial bestand aus insgesamt 20.000 Metern Schienen, 15.000 Holzschwellen, zehn Rechtsweichen, sechs Linksweichen, vierzehn Rungenwagen, zwölf O-Wagen, vier Gerätewagen, zwei Diesellokomotiven, einer Dampflokomotive und einem Gleiskraftwagen.
1947 wurden Pläne zum Betrieb einer Straßenbahn entwickelt. Gemeinde und Kurverwaltung Norderney waren aber an einer Übernahme der Gleisanlagen nicht interessiert. Ein Großteil der Schienen und der Fahrzeuge wurde im Frühjahr 1947 zum Festland abtransportiert, während viele Bahnschwellen von den Insulanern als Heizmaterial verwendet wurden. Von der Militäreisenbahn blieb nur der 1917 gebaute und zum erweiterten Festungsschirrhof gehörende Bahnhof Stelldichein erhalten, der der ortsnahe Haltepunkt für Personenverkehr aus der und zur Festung war. Dieser befindet sich an der heutigen Kreuzung Birkenweg und Richthofenstraße neben dem Cumberland-Denkmal.

### Wangerooge
Die Marine benutzte seit 1899 die bestehenden Strecken der meterspurigen Inselbahn mit. Dies war durch einen Vertrag über den Rangierverkehr zwischen der Großherzoglich Oldenburgischen Eisenbahn-Direktion und der Kaiserlichen Werft in Wilhelmshaven geregelt. Die Marine hatte aber auch mehr als ein Dutzend Anschlüsse zu eigenen Stellungen und hatte auch die Strecke in den Westen am 20. Juli 1900 selber eröffnet, um die dortigen Stellungen erreichen zu können. 1912 wurde sogar ein eigener Anleger im Watt gebaut. Für ihren Verkehr hatte die Marine mehrere Lokomotiven und Draisinen auf Wangerooge stationiert. Eine Draisine und eine Lokomotive davon gelangten nach 1945 zur Spiekerooger Inselbahn, wo sie die Motorisierung der Bahn einleiteten.

### Sylt
Während der beiden Weltkriege ergänzte deutsches Militär das Streckennetz der Sylter Inselbahn um viele Kilometer, um seine oft abgelegenen Lager und Geschützstellungen anzubinden. So wurden etwa das Listland und der gesamte Ellenbogen mit einem Schienennetz und zahlreichen Anschlussgleisen versehen. Diese Strecken wurden jedoch unmittelbar nach dem Ende des Zweiten Weltkriegs wieder vollständig abgebaut. Die Wehrmacht verfügte auch über eigene Schienenfahrzeuge, so wurden von ihr u. a. Dieseltriebwagen wie der Wismarer Schienenbus, das so genannte Schweineschnäuzchen, oder Draisinen zum Transport von Material und Personal eingesetzt. In den 1950er Jahren fielen diese Bestände an die Sylter Inselbahn, die verwertbare Fahrzeuge einsetzte, beschädigte oder unbrauchbare Fahrzeuge ausschlachtete oder an andere Bahnen verkaufte.
Weitgehend parallel zur Inselbahntrasse ließ die Luftwaffe durch den Reichsarbeitsdienst 1939 zur Versorgung ihres Seefliegerhorstes am Rantum-Becken eine regelspurige Eisenbahntrasse errichten, die im Ortsbereich Tinnum von der Marschbahnstrecke abzweigte. Pläne der Wehrmacht, anstelle der Inselbahn die gesamte Insel in Nord-Süd-Richtung mit dieser normalspurigen Trasse zu erschließen, wurden wegen des Kriegsausbruches 1939 als nicht kriegswichtig verworfen.

### Helgoland
Auf Helgoland betrieb das Marinehafenbauamt Helgoland während der beiden Weltkriege für den Bau und die Versorgung der Marinestützpunkte eine eigene meterspurige Kleinbahn, die jedoch 1945 endgültig aufgegeben wurde.

## Marinebahnen in Schleswig-Holstein

### Dänischer Wohld
Die Bahnstrecke Gettorf–Stohl diente zur Bedienung der Militäranlagen auf dieser Halbinsel.

### Kiel
Marinebahnanlagen in Kiel gab es bei der Hafenbauleitung Kiel Heikendorf, dem Kaiserlichen Minendepot Kiel Friedrichsort, der Kaiserlichen Torpedowerkstatt Kiel Friedrichsort und der Kriegsmarinewerft Kiel. 1939 wurde die Kieler Hafenbahn und die Howaldtswerke von der Kriegsmarine übernommen. Das Werftgelände der Howaldtswerke wurde seitdem als Bauwerft bezeichnet und die Hafenbahn wurde zur Marinebahn. Auch der Seefliegerhorst Kiel Holtenau, das Dienstseenotgeschwader Kiel Holtenau und das Marinedepot Kiel Schusterkrug wurden durch eigene Anschlussbahnen versorgt.
Vom früheren Bahnhof Brandsbek (heute Felde an der Bahnstrecke Kiel-Hassee–Osterrönfeld) betrieb die Kriegsmarinewerft eine Strecke zum Tanklager Groß-Nordsee am Flemhuder See.

#### Marinearsenal Kiel
Das Marinearsenal auf dem Ostufer der Kieler Förde verfügte mit der Ostuferbahn ebenfalls über eine marineeigene Anschlussbahn.

#### Siedlung Oppendorf
Marinebahn Oppendorfer Weiche

#### Anschlussbahnen
der Kiel–Schönberger Eisenbahn, unter anderem in Fiefbergen, Stakendorf und nach Laboe.

### Laboe
Im Marine-Munitionsdepot Laboe betrieb die Marine von 1958 bis 1996 eine überwiegend für Munitionstransporte benutzte Feldbahn.

### Brunsbüttelkoog
Das Marinekohlelager bei Brunsbüttelkoog hatte eigene Lokomotiven und ein eigenständiges Streckennetz.

### Eckernförde/Altenhof
Zumindest über einen Gleisanschluss vom Altenhofer Bahnhof aus verfügte die Torpedoversuchsanstalt Eckernförde (ab 1934: Werk TVA Eckernförde-Süd) im Eckernförder Stadtteil Sandkrug etwa von 1915 bis 1945. Auf Redigieranweisung „Torpedoschießstand, Schuppen am Strand und Anschlußbahn nicht in die zu veröffentlichenden Karten eintragen“ auf einem Vorentwurf für eine Neubearbeitung des Messtischblattes Eckernförde um 1920 blieb die Trasse unveröffentlicht. Der Gleisanschluss diente vor allem dem Kohletransport für das betriebseigene Kohlekraftwerk. Einen weiteren Gleisabzweiger vom Bahnhof Altenhof aus gab es zum Torpedomaterial- und Munitionslager in Altenhof.

## Marinebahnmuseen
In Bad Bramstedt ist ein Marinebahnmuseum im Entstehen. Es enthält eine Sammlung von Eisenbahnausrüstung der Marine: 21 Lokomotiven und 180 Wagen stehen verteilt auf mehrere Depots. Allein in Bad Bramstedt stehen auf dem Gelände der Mooraufbereitung an der Oskar-Alexander-Straße sieben Loks und 80 Wagen.
Im Marinefliegermuseum Aeronauticum gibt es seit Dezember 2009 einen Ausstellungsteil zur Geschichte der Marinebahn mit zwei Hauptexponaten, einem Güterwaggon und einer „Marinelokomotive“.